# Amfora (grusza)
Grusza 'Amfora'  – odmiana uprawna (kultywar) gruszy należąca do grupy grusz zachodnich. Zimowa odmiana wyselekcjonowana w Czechach w 1987 roku przez J. Boumę. Krzyżówka odmian 'Konferencja' i 'Pstrągówka' ((cz.). Holenicka). W Polsce uprawiana, lecz nie znajduje się w Rejestrze Odmian prowadzonym przez Centralny Ośrodek Badania Odmian Roślin Uprawnych.

## Morfologia
PokrójDrzewo rośnie słabo lub średniosilnie.  Tworzy koronę luźną, konary odchodzą od przewodnika pod szerokim kątem. Korona osiąga niewielkie rozmiary, jest lekko rozłożysta w dolnej części i wysmukła w górnej. Gałęzie mają dużą liczbę krótkopędów.
OwoceŚrednie do dużych, o przeciętnej masie około 200 g, czasem większej. Są wydłużone, kształt mają butelkowaty, lecz bez przewężenia stożkowate, regularne, zwężające się przy szypułce. Skórka jest słomkowożółta, na ogół bez rumieńca, czasem z lekkim pomarańczowym, rozmytym rumieńcem, gładka, bez ordzawień. Przetchlinki są liczne, lecz bardzo drobne. Szypułka średniej długości i grubości, bez zagłębienia szypułkowego. Miąższ białożółty, drobno ziarnisty, masłowy, soczysty oceniany jako bardzo smaczny.

## Zastosowanie
Roślina uprawna. Zimowa odmiana deserowa. Polecana zarówno do uprawy towarowej, jak i amatorskiej. 

## Uprawa
Bardzo wcześnie wchodzi w okres owocowania (na pigwie w 2 roku po posadzeniu), owocuje bardzo obficie, regularnie. Kwitnie średnio wcześnie, a kwiaty w niewielkim stopniu uszkadzane są przez przymrozki. Zawiązuje często po kilka owoców w jednym kwiatostanie, co sprawia, że zachodzi potrzeba przerzedzania zawiązków, co pozwala uzyskać większe owoce. Część owoców jest partenokarpiczna, a w latach, kiedy ostra zima lub przymrozki wiosenne uszkodzą kwiaty, udział owoców partenokarpicznych może wynieść powyżej 80%, co jest bardzo rzadkie wśród roślin sadowniczych. Bardzo dobrymi zapylaczami dla Amfory są odmiany: Bonkreta Williamsa, Radana, Konferencja, Dicolor.

### Podkładka i stanowisko
Do gęstych nasadzeń nadają się drzewa szczepione na pigwie, jednak 'Amfora' nie zawsze się z tą podkładką dobrze zrasta, dlatego wymaga użycia pośredniej. Szczepiona na pigwie rodzi większe i lepszej jakości owoce. W uprawie amatorskiej można jako podkładkę stosować siewki gruszy kaukaskiej.

### Zdrowotność
Na mróz odporna, na parcha i zarazę ogniową mało wrażliwa.

### Zbiór i przechowywanie
W warunkach polskich w zależności od rejonu i typu gleby dojrzałość zbiorczą osiąga na przełomie września i października. Przechowuje się bardzo dobrze – w zwykłej chłodni można ją przechować do końca stycznia, a w chłodni z kontrolowaną atmosferą marca a czasem nawet do maja. Owoce do konsumpcji nadają się po miesiącu od zbioru.